# Hypogée des Dunes
L’Hypogée des Dunes (ou hypogée de Mellebaude) est un monument funéraire situé à Poitiers.

## Histoire
Installé durant le Haut Moyen Âge, probablement au VIIe ou VIIIe siècle, au milieu d’une nécropole longeant l'antique voie de Bourges, il a été mis au jour accidentellement en 1878 lors des travaux de décapement du sol dirigés par le commandant du génie Rothmann pour établir le parc à fourrages des casernes d'artillerie voisines. Cette découverte attise la curiosité du père Camille de La Croix, un célèbre fouilleur de l'époque mais ce dernier ne peut obtenir l'autorisation de fouiller sur un terrain militaire. Vexé, il fouille sur un terrain particulier, contigu à l'ouest, site rocailleux appelé le Chiron des martyrs. Il y met au jour 313 sépultures et, le 24 décembre 1878, un hypogée qui était enfermé dans une sorte de tour octogonale à l'intérieur, circulaire à l'extérieur. 
Le 12 juillet 1886, l'hypogée a été classé au titre des Monuments historiques et ce classement a été étendu au jardin archéologique qui l'entoure le 18 septembre 1952.

## Situation
Situé sur le plateau des Dunes qui domine la vieille ville, l’hypogée est abrité, depuis 1908, par un bâtiment construit en style néo-mérovingien destiné à le conserver.

## Description

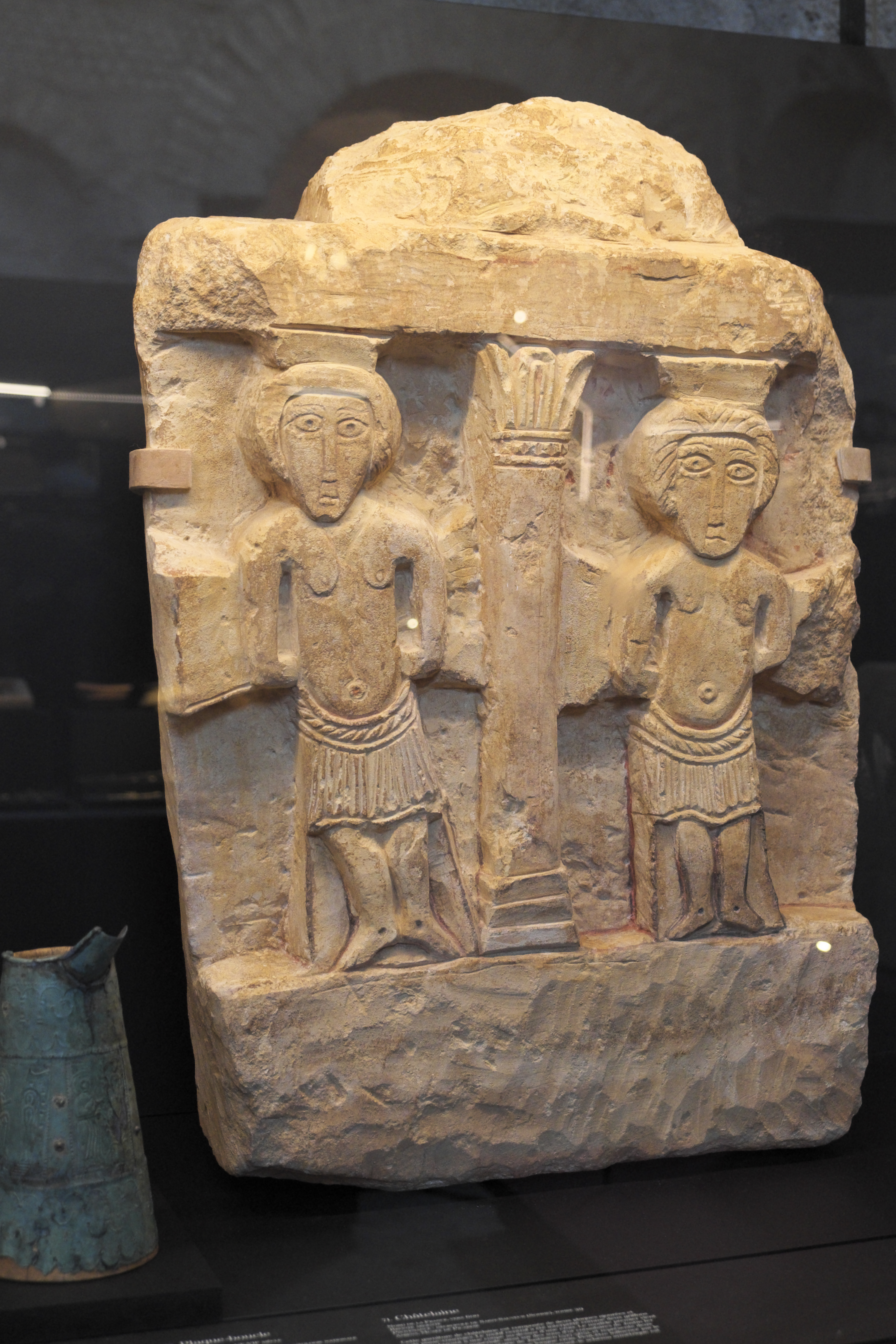
Base aux larrons, élément sculpté représentant la scène biblique des Deux Larrons, base d'une Crucifixion monumentale des VI-VIIe siècles retrouvée à l'Hypogée des Dunes (aujourd'hui conservé au musée Sainte-Croix).

Cette chapelle funéraire fut aménagée par l'abbé Mellebaude pour devenir sa sépulture. Il subsiste aujourd’hui plusieurs murs conservant encore des traces de décors peints polychromes, ainsi qu'un remarquable ensemble de sculptures et bas-reliefs.
De dimensions modestes, l’édifice était vraisemblablement voûté en plein-cintre et couvert de tuiles. Il était divisé en deux espaces de semblables mesures, séparés par une marche ornée de rosaces et d'une inscription latine. Un arcosolium (tombe sous arcade) a dû abriter la tombe de l'abbé Mellebaude.
Une grande partie des sculptures retrouvées dans l’édifice pourraient provenir d’autres monuments poitevins du Haut Moyen Âge. D'une grande richesse, cet ensemble reste unique en Europe. On accède au lieu par quelques marches d’accès ornées d'emblèmes chrétiens tels que serpents, poissons ou lierre qui rappellent certains chancels. Nous ne connaissons pas aujourd’hui la provenance de ces pierres qui pourraient être des remplois. On trouve également, incrustés dans des pierres gravées d'inscriptions bibliques et dans un texte de Mellebaude déclarant sa foi en la chrétienté trinitaire, des cabochons de verre issus de la nécropole de l’époque romaine.
Au fond de l'espace principal subsiste un autel, aujourd’hui seule trace du passé liturgique de l’édifice.
Enfin, à sa découverte, le sol de l’édifice, dallé de calcaire, comportait une dizaine de sarcophages attirés par la sépulture de Mellebaude sans doute. Autour de l'hypogée, 35 sujets furent inhumés dans des sarcophages dont certains étaient destinés à des nouveau-nés ; il y a eu ici la volonté de sauver l'âme de nourrissons non baptisés.
Ce site, classé ''Monument historique'' et ''Musée de France'', est tout à fait unique dans l'Occident chrétien. Il est fermé au public depuis 1998, pour des raisons de conservation. En attendant la fin du chantier de restauration, il reste accessible toute l'année aux spécialistes, sur rendez-vous. Le public nombreux s'y rend exceptionnellement deux fois par an, en juin lors des Journées Nationales de l'Archéologie et en septembre lors des Journées Européennes du Patrimoine. La restauration permettra, à terme, une réouverture au public curieux ou savant.